# 葛拉茲亞迪奧商學院
葛拉茲亞迪奧商學院（英語：Graziadio Business School），是佩珀代因大學的研究生商科項目。擁有超過14萬4千位校友，是南加州最大的商學院之一，也被國際商管學院促進協會（AACSB）認可。葛拉茲亞迪奧學院被《富比世》、《彭博商業周刊》、《普林斯頓評論》、《美國新聞與世界報導》認為是一家頂尖的商學院。學校得名於小喬治·L·葛拉茲亞迪奧（George L. Graziadio, Jr.），因其在1996年贊助1千5百萬美元。

## 校園
葛拉茲亞迪奧商學院總部設於西洛杉磯的405號州際公路附近的霍華德休斯中心。其它的研究生校區位於恩西諾、爾灣、聖荷西、馬里布、西湖村、聖塔芭芭拉。全日制項目總部設於加利福尼亞州馬里布。在國外的三學期制的國際項目在許多國際大學開設。

## 教育項目

### MBA
- 快速12月MBA
- 快速15月MBA
- 傳統2年MBA
- 其它全日制MBA：
  - 國際MBA
  - JD/MBA—法律博士/MBA
  - MBA/MMP—MBA/公共政策碩士
  - 5年理科學士/MBA 理科碩士項目

### 博士
- 工商管理博士（Executive Doctor of Business Administration）

### 理科碩士
全日制：
- 應用分析理科碩士（MS in Applied Analytics）
- 應用金融理科碩士（MS in Applied Finance）
- 全球業務理科碩士（MS in Global Business）
- 人力資源理科碩士（MS in Human Resources）
- 不動產金融理科碩士（MS in Real Estate Finance）

半日制：
- 人力資源理科碩士（MS in Human Resources）
- 管理和領導力理科碩士（MS in Management and Leadership）
- 組織發展理科碩士（MS in Organization Development）

## 本科學位項目
學生可通過半日制或全日制的方式獲得一個學士學位。一些本科生可通過佩珀代因大學的聯合學位和快速選項連續獲得一個學士學位和一個MBA學位。
- 管理理科學士（Bachelor of Science in Management）
- 行政理科學士（Bachelor of Science in Administration）
- 國際理科學士（Bachelor of Science in International）
- 學士和MBA聯合學位（Joint Bachelor's and MBA，MBAJ）

## 項目和證書
- 社會、環境、和道德責任（SEER）—「環境創業發展」證書項目，教導學生可持續發展業務時間與可選的國際研究[4]。
- 糾紛解決（Dispute Resolution）—參與佩珀代因大學在職MBA或在校MBA項目可以選擇施特勞斯學院的糾紛解決項目作為MBA的重點或方向。這個聯合一流的糾紛解決教育的MBA項目的機會是只在佩珀代因大學才有的[5]。
- 業務教育（E2B）—提供給學生和企業客戶的諮詢項目，學生為參與的公司解決業務問題。參與的公司包括財富美國500強公司（包括可口可樂公司、思科系統公司），也有中小型的地方公司[6][7]。

## 排名
- 《美國新聞與世界報導》中全日制MBA項目排名國內第65名，半日制MBA項目排名第29名，線上MBA項目排名第21名，退伍軍人線上MBA項目排名第13名。葛拉茲亞迪奧學院是一所加州的頂尖商學院和排名美國第10名的以信仰為基礎的學校[8][9][10][11]。
- 《富比世》的2017年「最佳商學院」調查中根據投資回報率葛拉茲亞迪奧學院排名國內第65名[12]。
- 《普林斯頓評論》於2017年最佳294所商學院中將葛拉茲亞迪奧學院評為國內頂尖研究生商學院。葛拉茲亞迪奧學院被評為「最具競爭力學生」第7名和「最美麗校園」第8名[13]。
- 《彭博商業周刊》的2017年最佳商學院排名中將葛拉茲亞迪奧學院評為第84名[14]。
- 《CEO》雜誌將葛拉茲亞迪奧學院評為一級北美MBA學校，一級行政MBA學校（排名第24名[15]）和線上MBA學校（排名第18名）[16]。
- Pitchbook數據的2017年大學報告中將葛拉茲亞迪奧學院根據創業者排名第25名，根據女性創業者排名第18名[17]。

## 葛拉茲亞迪奧中心的應用研究
當前研究
- 私人資本市場項目—推進持續的研究瞭解不同市場類型的私人資本的真實成本和私營企業主的投資預期[19]。
- 过去的季度收益转移到真正的可持续发展—關注優化可持續的有效性、推動金融、社會和環境的結果[20]。
- 小型和大型私营企业在美元走強上的不同—在美聯儲主席本·伯南克向國會發表貨幣政策的證詞之前，小型私營企業表示美元走強更有利於經濟，而大型私營企業更傾向美元走軟[21]。
- 降低中国的温室气体排放—研究提供了兩種方法尋求減少中國整個氨行業的能源使用和二氧化碳排放[22]。

## 葛拉茲亞迪奧商業評論
《葛拉茲亞迪奧商業評論》是自1998年起葛拉茲亞迪奧學院出版的一個關於應用商業研究的線上同行評審期刊。
該期刊出版由葛拉茲亞迪奧學院教師和世界各地的學者撰寫的各種商業話題的文章。